# Lönskogs församling
Lönskogs församling var en församling  i nuvarande Karlstads stift och nuvarande Säffle kommun. Församlingen uppgick omkring år 1500 i Långseruds församling.

## Administrativ historik
Församlingen har medeltida ursprung och uppgick omkring 1500 i Långseruds församling.
Församlingen ingick i Gillberga pastorat.